# Ana María Vidal-Abarca
Ana María Vidal-Abarca López (Vitoria, 10 de mayo de 1938 - Madrid, 15 de junio de 2015) fue una de las fundadoras de la Asociación de Víctimas del Terrorismo y presidenta de dicha asociación española entre 1989 y 1999.

## Biografía
Ana María Vidal-Abarca, era hija de Álvaro Vidal-Abarca y Elio, ingeniero de caminos, y de Milagros López Escajadillo. Se casó con Jesús Velasco Zuazola, comandante de Caballería y jefe del cuerpo de Miñones de Álava desde 1974, con el que tuvo cuatro hijas: Ana, Begoña, Inés y Paloma.
Durante la Transición, Vidal-Abarca participó en política como militante de Alianza Popular (AP), de la que fue candidata en las elecciones generales de junio de 1977. En las de marzo de 1979, fue candidata de la coalición Unión Foral del País Vasco, la denominación usada por Coalición Popular en el País Vasco. En 1980 era vicepresidenta de AP en Álava.
El 10 de enero de 1980, su marido, Jesús Velasco, llevó en coche al colegio, como cada día, a dos de sus cuatro hijas. Una vez que sus hijas se bajaron del vehículo, un desconocido se apeó de un taxi y le ametralló a corta distancia. Velasco llegó ya muerto al hospital. Tras el asesinato de su marido, abandonó el País Vasco y se estableció en septiembre del mismo año en Madrid, donde fundó, junto con Sonsoles Álvarez de Toledo (cuyo esposo, el teniente coronel de caballería Alfonso Queipo de Llano y Acuña, había muerto en el incendio del hotel Corona de Aragón) e Isabel O'Shea (que había tenido que dejar también el País Vasco debido a las amenazas terroristas), la Asociación de Víctimas del Terrorismo: «Ese mismo año, en septiembre, decidí venir a vivir a Madrid. Había asistido a muchos funerales que me conmovieron, y cuando me pasó a mí comprendí que había que hacer algo. Nuestro comienzo fue tremendo. Nadie nos hacía caso. Pensaban que éramos unas extremistas furiosas, y tuvimos que demostrar que éramos unas personas llenas de sentido común que lo único que queríamos era ayudar. Pretendíamos que todas esas viudas que dejaba ETA en aquella época se sintieran acogidas, se conocieran entre ellas, se apoyaran. Había muchas chicas jovencísimas con niños pequeños que se habían tenido que volver del País Vasco a su pueblo, a pueblos recónditos de toda España, y que desgraciadamente casi tenían que ocultar que eran víctimas del terrorismo. En esos momentos tremendos, que se le dé valor a la muerte de tu marido, de tu hijo o de tu padre es muy importante. Y así empezamos».
Inicialmente, las tres fundadoras ejercieron colegiadamente la dirección de la asociación, para posteriormente pasar el testigo a Pedro García Sánchez. En 1989 Vidal-Abarca se hizo cargo de la presidencia, cargo que ostentó hasta 1999, cuando dimitió tras producirse la aprobación de la Ley de Solidaridad con las Víctimas del Terrorismo. Fue la primera presidenta de la Fundación Víctimas del Terrorismo, entidad creada en 2001, fruto del Pacto Antiterrorista acordado entre el Partido Popular, entonces en el gobierno, y el Partido Socialista Obrero Español, el principal partido de la oposición. En 2005 abandonó el cargo.
No volvió al País Vasco y siguió viviendo en Madrid hasta su defunción el 15 de junio de 2015. El 7 de julio del mismo año el Gobierno español le concedió a título póstumo la Orden del Mérito Constitucional.